# Championnat de Colombie de football de deuxième division
Le Championnat de Colombie de football D2 constitue le deuxième niveau du Championnat de Colombie organisée par la Dimayor.

## Organisation
Le championnat actuel se déroule en deux tournois. Le tournoi d'ouverture (Torneo Apertura) a lieu du mois de février au mois de juin, Le tournoi de clôture (Torneo Finalización) d'août à décembre.
Les deux tournois se déroulent comme suit : les 16 équipes jouent entre elles en aller simple, ce qui fait 15 journées. Un 16e match est intercalé au niveau de la neuvième journée, ce match est appelé clásico. Ainsi, une équipe rencontre deux fois un club (en clásico et en championnat "régulier") et une seule fois les seize autres. A l'issue des seize matches, un classement est établi. En cas d'égalité de points, c'est l'équipe ayant la meilleure différence de buts qui est la mieux classée.
La compétition se poursuit avec les huit clubs les mieux classés du championnat "régulier". Les huit équipes sont réparties dans deux groupes. Le premier comprend les clubs ayant fini le championnat en première, troisième, cinquième et septième positions, le second comprend les clubs ayant fini le championnat en deuxième, quatrième, sixième et huitième positions. Chaque équipe rencontre les trois autres en matchs aller-retour. L'équipe ayant le plus grand nombre de points est alors qualifiée pour la finale. En cas d'égalité de points, c'est l'équipe qui a le plus grand nombre de points lors de la phase régulière qui est la mieux classée, si cette règle ne permet toujours pas de séparer deux équipes, c'est l'équipe ayant la meilleure différence de buts dans leurs confrontations directes lors de la seconde phase qui sera la mieux classée.
La finale se joue en matchs aller-retour, en cas d'égalité à l'issue des deux matches, il sera effectué une séance de tirs au but, conformément aux règles de l'International Board, sans procéder auparavant à une prolongation et sans appliquer la règle dite des buts à l'extérieur.
Les vainqueurs de chaque tournoi s'affrontent lors d'une grande finale, afin de définir la première équipe promue. Le vainqueur est promu directement, tandis que le perdant définira la deuxième promotion contre la meilleure équipe du tableau cumulé. Si le perdant de la grande finale est la meilleure équipe du classement cumulé, il est automatiquement promu sans qu'il soit nécessaire de disputer un barrage.

## Palmarès
| Rang | Clubs                   | Titre(s) | Année(s)         |
| ---- | ----------------------- | -------- | ---------------- |
| 1    | Atlético Huila          | 3        | 1992, 1997, 2020 |
| 1    | Cúcuta Deportivo        | 3        | 1996, 2005, 2018 |
| 1    | Boyacá Chicó            | 3        | 2003, 2017, 2022 |
| 1    | Real Cartagena          | 3        | 1999, 2004, 2008 |
| 5    | Cortuluá                | 2        | 1993, 2009       |
| 5    | Deportes Quindío        | 2        | 2001, 2021       |
| 5    | Deportivo Pasto         | 2        | 1998, 2011       |
| 5    | Atlético Bucaramanga    | 2        | 1995, 2015       |
| 5    | Deportivo Pereira       | 2        | 2000, 2019       |
| 5    | Envigado                | 2        | 1991, 2007       |
| 5    | Unión Magdalena         | 2        | 2021, 2024       |
| 12   | Itagüí Ditaires         | 1        | 2010             |
| 12   | Alianza Petrolera       | 1        | 2012             |
| 12   | América de Cali         | 1        | 2016             |
| 12   | Patriotas               | 1        | 2023             |
| 12   | Jaguares de Córdoba     | 1        | 2014             |
| 12   | Universidad Autónoma    | 1        | 2013             |
| 12   | La Equidad              | 1        | 2006             |
| 12   | Centauros Villavicencio | 1        | 2002             |
| 12   | Deportivo Unicosta      | 1        | 1997             |
| 12   | Deportes Tolima         | 1        | 1994             |